# 김자영 (1960년)
김자영(1960년 ~ )은 대한민국의 배우이다.

## 드라마
- 2014년~2015년 MBC 《전설의 마녀》 - 수감자 역
- 2019년 MBC 《검법남녀 2》 - 염순례 역
- 2019년 tvN 《쌉니다 천리마마트》
- 2020년 MBN 《나의 위험한 아내》- 정순 역
- 2021년 MBC 《옷소매 붉은 끝동》- 권상궁 역
- 2022년 KBS2 《법대로 사랑하라》- 나막례 역
- 2022년 SBS 《천원짜리 변호사》- 조을례 역
- 2023년 JTBC 《웰컴투 삼달리》- 양금옥 역

## 영화
- 2005년 어렴풋이 알고 있었어
- 2006년 요구르트 꽃
- 2006년 네번째 층 - 어느 날 갑자기 두 번째 이야기
- 2006년 아이스케키
- 2006년 우리들의 행복한 시간
- 2006년 타짜
- 2007년 기담
- 2008년 슬리핑 뷰티
- 2009년 소년마부
- 2009년 파주
- 2010년 친정엄마
- 2023년 봉태리 ... 봉숙 모(이선자) 역

## 수상
- 2013년 베트남 국제단편영화제 단편부문 연기상
- 2014년 제1회 DMC 단편영화 페스티벌 디엠씨코넷 연기상
- 2016년 상록수 국제단편영화제 여자연기상
- 2022년 SBS 연기대상 신스틸러상 《천원짜리 변호사》